# Leon Grela
Leon Jan Grela (ur. 1 marca 1944 w Pszowie) – polski politolog, nauczyciel akademicki, poseł na Sejm II kadencji.

## Życiorys
Ukończył w 1972 studia na Wydziale Historyczno-Etnograficznym Uniwersytetu Warszawskiego, uzyskał następnie stopień doktora nauk politycznych.
Pracował m.in. w Instytucie Pracy i Spraw Socjalnych. W latach 1990–1993 był dyrektorem Wojewódzkiego Urzędu Pracy w Ciechanowie. Od 1994 do 1995 pełnił funkcję prezesa Krajowego Urzędu Pracy.
Sprawował mandat posła na Sejm II kadencji wybranego z listy Sojuszu Lewicy Demokratycznej w okręgu Ciechanów. Pozostawał wówczas związany z Ruchem Ludzi Pracy i OPZZ.
W kolejnych wyborach bez powodzenia ubiegał się o reelekcję. Po wycofaniu się z polityki wrócił do pracy naukowej. Pracował na Wydziale Politologii Wyższej Szkoły Ekonomicznej ALMAMER w Warszawie. W 2009 objął funkcję prezesa zarządu Fundacji Gospodarczej im. Karola Marcinkowskiego w Ciechanowie, której jest fundatorem.

## Odznaczenia
W 1997 otrzymał Srebrny Krzyż Zasługi.

## Publikacje
- Człowiek stary a pomoc społeczna, 1982.
- Metody wzbogacania treści pracy na stanowiskach monotonnych (współautor), 1981.
- Monotonia pracy w przemyśle. Przyczyny, skutki, przeciwdziałanie, 1986.
- Treść pracy na stanowiskach montażu taśmowego, 1983.
- Zespołowe formy organizacji pracy w przemyśle i budownictwie (współautor), 1989.
- Zespołowe formy organizacji pracy (redaktor) 1989.